# Montclair (Nova Jersey)
Montclair és una població dels Estats Units a l'estat de Nova Jersey. Segons el cens del 2008 tenia 36.966 habitants.

## Demografia
Segons el cens del 2000, Montclair tenia 38.977 habitants, 15.020 habitatges, i 9.687 famílies. La densitat de població era de 2.388,7 habitants/km².
Dels 15.020 habitatges en un 34,3% hi vivien nens de menys de 18 anys, en un 47,2% hi vivien parelles casades, en un 14,1% dones solteres, i en un 35,5% no eren unitats familiars. En el 29,3% dels habitatges hi vivien persones soles el 8,6% de les quals corresponia a persones de 65 anys o més que vivien soles. El nombre mitjà de persones vivint en cada habitatge era de 2,53 i el nombre mitjà de persones que vivien en cada família era de 3,16.
Per edats la població es repartia de la següent manera: un 25,6% tenia menys de 18 anys, un 6,6% entre 18 i 24, un 31,9% entre 25 i 44, un 24,1% de 45 a 60 i un 12% 65 anys o més.
L'edat mediana era de 38 anys. Per cada 100 dones de 18 o més anys hi havia 80,7 homes.
La renda mediana per habitatge era de 74.894 $ i la renda mediana per família de 96.252 $. Els homes tenien una renda mediana de 64.151 $ mentre que les dones 43.520 $. La renda per capita de la població era de 44.870 $. Aproximadament el 3,9% de les famílies i el 5,6% de la població estaven per davall del llindar de pobresa.

## Poblacions properes
El següent diagrama mostra les poblacions més properes.

## Fills il·lustres
- Joshua Lederberg (1925 - 2008) microbiòleg, Premi Nobel de Medicina o Fisiologia de l'any 1958).
- Rudolph Réti (1885-1957), compositor i musicòleg que i va viure els últims 20 anys de la seva vida.
- Michael Spence (1943 -) economista, Premi Nobel d'Economia de l'any 2001.